# ドイツ祖国党
ドイツ祖国党（ドイツそこくとう、ドイツ語: Deutsche Vaterlandspartei、略称: DVLP）は、第一次世界大戦末期のドイツに存在した極右政党ないし大衆組織。1917年7月にドイツ帝国議会で採択された和解による講和を求める平和決議に反対し、あくまで勝利による平和を主張する保守派によって結成された。
ドイツ帝国の敗戦に伴い、その存在意義を失い解散した。